# چنگ اسویو
چنگ اسویو (چینی: 程思瑜؛ زادهٔ ۲۵ سپتامبر ۱۹۸۹) بازیکن فوتبال اهل تایوان است.
از باشگاه‌هایی که در آن بازی کرده‌است می‌توان به باشگاه فوتبال اوکایاما یونوگو بل اشاره کرد.
وی همچنین در تیم ملی فوتبال زنان تایوان بازی کرده‌است.